# Phyllogonium callichrous
Phyllogonium callichrous là một loài rêu trong họ Phyllogoniaceae. Loài này được Mont. mô tả khoa học đầu tiên năm 1845.